# アッシュ・フォーク・ダム

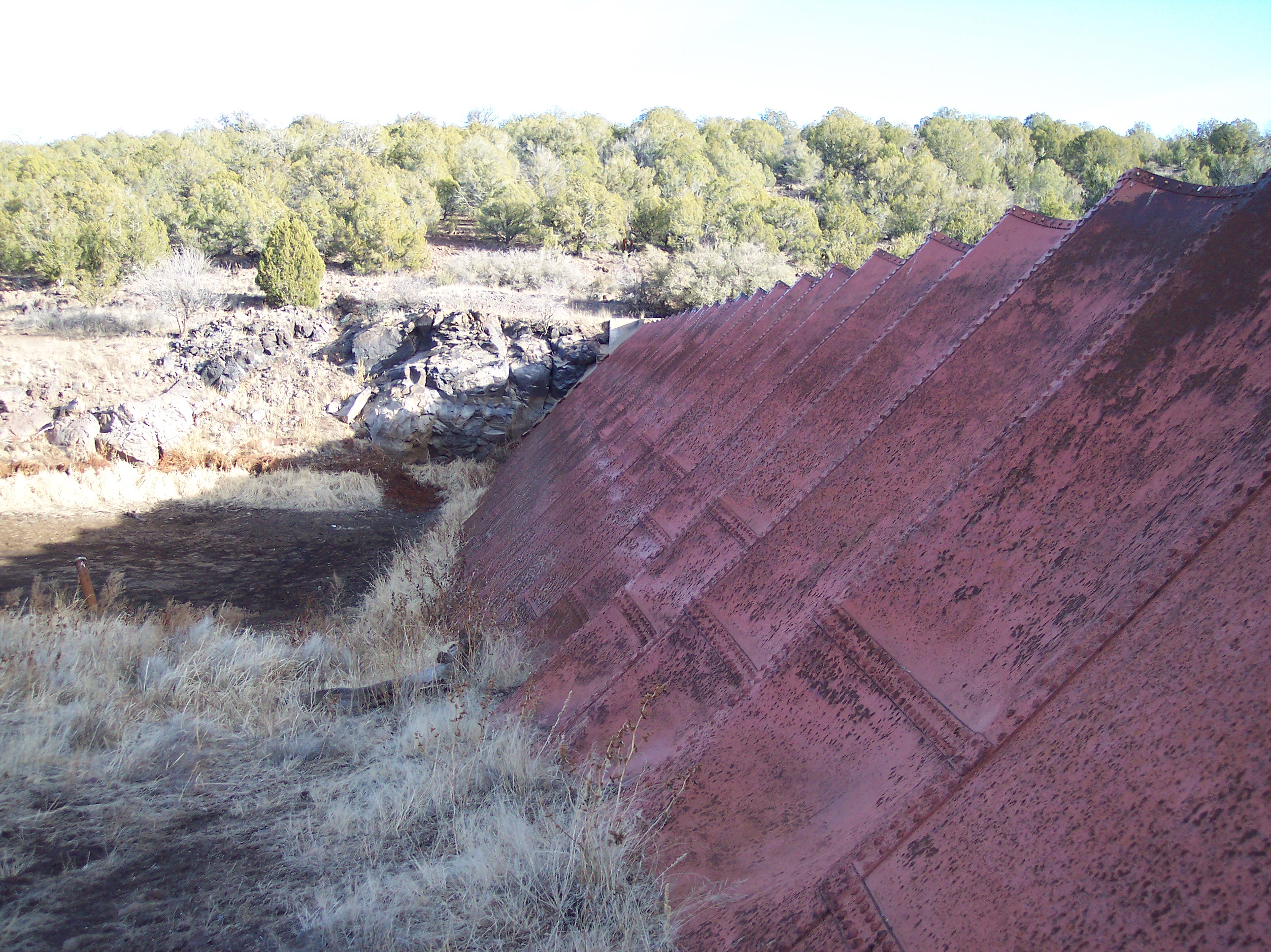
アッシュフォークダムの外観

アッシュ・フォーク・ダム（Ashfork-bainbridge Steel Dam）は、アメリカ合衆国アリゾナ州北部高原地帯、アッシュ・フォーク近郊に位置する貯水を目的とした鋼鉄製ダム。技術者の名をつけてアッシュ・フォーク・ベインブリッジ・スチールダムとも呼ばれる。1976年、アメリカ合衆国国家歴史登録財に指定。

## 概要
高さ14m、堤長56m、貯水量3,600万ガロン

## 歴史
1897年、付近をアッチソン・トピカ・アンド・サンタフェ鉄道が通過することとなり、駅で必要となる蒸気機関車のボイラー用水および駅が設けられるアッシュ・フォーク周辺の水道用水を確保するために建設が始められた。翌1898年完成。堤防の素材は鋼鉄が用いられ、世界最古の鋼鉄製ダム（Steel Dam）となった。なお、この後、鋼鉄製のダムはアメリカ国内で2つしか作られておらず、かつ、2000年までに機能しているのはアッシュ・フォーク・ダムだけである。1994年の点検では、一部に孔食が見られるものの、機能的に健全という判定が下されている。